# Futurama: Worlds of Tomorrow
Futurama: Worlds of Tomorrow — мобільна фрімиум гра для iOS та Android, на основі американського мультсеріалу Футурама. Була опублікована 29 червня 2017 року , актори озвучки з оригінально мультсеріалу повернулися до своїх ролей.

## Історія
Після того, як Гіпножаба зачаровує професора Фарнсворта, щоб змусити екіпаж "Міжпланетного Експресу" здійснити "доставку" до планети Амфібіос 9, Гіпножаба пробивається через часовий простір до альтернативного Всесвіту, приводячи самку Гіпножаби до поточного Всесвіту. Це розкидає Всесвіт та всіх його мешканців, крім Фрая та Жуйки. За допомогою Жуйки Фрай повинен допомогти зібрати Всесвіт разом, врятувати своїх друзів, насамперед Лілу, та відновити Нью-Йорк.

## Ігровий процес
У Worlds of Tomorrow необхідно врятувати Нью-Йорк та персонажів у ньому від гіпнохвиль, які поширилися всесвітом. Спочатку доступна невелика ділянка міста. Нові ділянки можна розблокувати, очищуючи їх за допомогою роботу 1-X. Більшість персонажів можна розблокувати, очистивши ділянки гіпнохвиль або придбавши їх за допомогою піци. Піца - це спеціальна валюта, яку рідко можна отримати в якості нагороди за завдання, або придбати за допомогою мікротранзакцій. Гравець може споруджувати будівлі та прикраси, які генерують ніксонбакси(ігрова валюта) та очки досвіду. Під час космічних місій гравець формує команду із доступних персонажів для участі у битвах та зустрічах, подорожуючи різними планетами. Космічні місії нагороджуються гіпнотонами та кар'єрними фішками, які дозволяють очищати області на мапі та прокачувати героїв відповідно. Персонажі також можуть виконувати "дії", які генерують ніксонбакси та очки досвіду. Крім того, можна розблокувати костюми деяких персонажів, надаючи їм різні здібності. У грі також є події обмеженого часу, які базуються на реальних святах та епізодах з телесеріалу.

## Просування
Анімаційний трейлер вийшов 17 травня 2017 року. У трейлері були представлені Фрай (Біллі Вест), Ліла (Кейті Сагал), Бендер (Джон Дімаджо), Емі (Лорен Том), Лррр (Моріс Ламарш) та Гіпонжаба. Анімаційний трейлер про дату запуску вийшов 20 червня 2017 року. У ньому були представлені голоси Ніла деГрасса Тайсона, Білла Най, Джорджа Такея та Стівена Хокінга.

## Оцінки
| Агрегатор  | Оцінка |
| ---------- | ------ |
| Metacritic | 64/100 |

Futurama: Worlds of Tomorrow отримала "змішані" відгуки на Metacritic. Гра була номінована на видатні досягнення у програмі Videogame Writing на конкурсі Гільдії письменників Америки 2017 року.

## Зовнішні посилання
- Офіційний вебсайт [Архівовано 18 серпня 2019 у Wayback Machine.]